# Dwergtjiftjaf
De dwergtjiftjaf (Phylloscopus neglectus) is een zangvogel uit de familie Phylloscopidae.

## Verspreiding en leefgebied
Deze soort komt voor in Afghanistan, India, Iran, Oman, Pakistan, Qatar, Tadzjikistan, Turkmenistan, Verenigde Arabische Emiraten en Oezbekistan.